# James White (scrittore)
James White (Belfast, 7 aprile 1928 – Portstewart, 23 agosto 1999) è stato un autore di fantascienza irlandese.
Le sue opere sono considerate un'anticipazione di temi pacifisti nel campo della space opera e della fantascienza hard.

## Biografia
Nato a Belfast (Ulster - Irlanda del Nord) nel 1928, fu uno scrittore di fantascienza assai noto negli anni sessanta del Novecento. Fu anche pubblicitario e docente.
Sognava di studiare medicina, ma le modeste risorse della famiglia glielo impedirono.
La sua opera echeggia quest'aspirazione scientifica e le sue storie, assai accurate, lo fanno considerare uno dei maestri della fantascienza hard (hard science fiction).
Non riuscì a diventare scrittore professionista a tempo pieno, ma ebbe riconoscimenti dall'establishment (nel 1980, presso la Workers Educational Association di Belfast, tenne un corso di letteratura e per molti anni fu membro del Consiglio della British Science Fiction Association e della Irish Science Fiction Association). Tuttavia la sua biografia anglosassone sostiene che continuasse a scrivere solo nel tempo libero e di sera.
Continuò a scrivere anche dopo il suo pensionamento nel 1984 per seri problemi alla vista causati dal diabete.
In Irlanda la memoria di James White è mantenuta viva dal James White Award Science Fiction Short Story Competition, un concorso letterario per racconti di scrittori di fantascienza non professionisti di lingua inglese.
Le sue opere più conosciute sono comprese nella serie intitolata Sector General (Stazione Ospedale), dodici racconti pubblicati tra il 1962 ed il 1999; altri racconti sullo stesso tema furono pubblicati fuori raccolta.
James White in questa serie riprende la sua aspirazione giovanile per la medicina: Sector General è una stazione spaziale che ospita un gigantesco ospedale multi-specie, neutrale rispetto alle guerre spaziali in corso, e accoglie senza alcuna preclusione pazienti e staff di numerosissime specie extraterrestri senzienti, coi relativi complessi problemi di ambiente, alloggio, alimentazione, cure.
Sector General è fortemente pacifista, e il critico statunitense Mike Resnick la considerò la "prima space opera pacifista", in un periodo in cui la fantascienza statunitense era pesantemente afflitta da temi bellici e militaristi. Per il suo stile ironico White è anche citato come uno degli autori di fantascienza umoristica.
Al di fuori di Sector General White scrisse numerose altre opere; fu infatti uno scrittore molto prolifico.

## Opere

### SerieSector General
- Hospital Station (antologia di 5 racconti, pubblicati fra il 1957 e il 1960 su New Worlds, in libro nel 1962)
  - Stazione ospedale, trad. di Lella Pollini, Collana Galassia: Romanzi di fantascienza n.32, Piacenza, Editrice La Tribuna, 15 agosto 1963; Collana Tascabili n.151, Milano, Bompiani, aprile 1979.
  - Stazione ospedale, trad. di Gianluigi Zuddas, Introduzione di Riccardo Valla, Collezione COSMO Classici della fantascienza: Serie Oro n.191, Milano, Editrice Nord, 2001, ISBN 978-88-429-1180-7; Collana Urania Collezione n.266, Milano, Mondadori, 2025, ISBN 977-17-216-4236-7.
- Star Surgeon, 1963
  - Ospedale da combattimento, traduzione di G. Palazzoli, Collana Galassia n.66, Piacenza, Editrice La Tribuna, 1 giugno 1966.
- Major Operation, 1971
- Ambulance Ship, 1979
- Sector General, 1983
- Star Healer, 1985
- Code Blue – Emergency, 1987
- The Genocidal Healer, 1992
- The Galactic Gourmet, 1996
- Final Diagnosis, 1997
- Mind Changer, 1998
- Double Contact, 1999

### Altri romanzi
- Vita con gli automi (Second Ending, 1961), candidato il premio Hugo come miglior romanzo; Urania n.309, Arnoldo Mondadori Editore, 1963; rist. Urania n.651, 1974; Millemondi Estate 2001; Urania Collezione n. 101, giugno 2011.
- Partenza da zero (Open Prison, 1963, ovvero The Escape Orbit), Urania n. 355, Arnoldo Mondadori Editore, 25 ottobre 1964; Urania n. 756, 1978; Urania Collezione n. 101, giugno 2011.
- Vortice di relitti, antologia (Deadly Litter, The Ideal Captain, Grapeliner, 1964), Urania n. 421, Arnoldo Mondadori Editore, 30 gennaio 1966
- Naufragio trasparente (Lifeboat, 1972, ovvero Dark Inferno), Urania n. 645, Arnoldo Mondadori Editore, 26 maggio 1974
- Il sogno del millennio (The Dream Millennium, 1974), traduzione di Sandro Sandrelli e Giampaolo Cossato, Cosmo. Collana di Fantascienza 49, Editrice Nord, 1976
- Chirurgia per la Terra (Underkill, 1979), Urania n. 814, Arnoldo Mondadori Editore, 16 dicembre 1979
- L’astronave del massacro (All Judgement Fleed, 1979, vincitore dell'Europa Prize), Urania n. 840, Arnoldo Mondadori Editore, 15 giugno 1980
- Incontro nell'abisso (The Watch Below, 1965), Urania n. 1011, Arnoldo Mondadori Editore, 8 dicembre 1985.